# Месаме-Балда
Месаме-Балда (груз. მესამე ბალდა) — село в Грузии, на территории Мартвильского муниципалитета края (мхаре) Самегрело-Верхняя Сванетия.

## География
Село находится в западной части Грузии, к северу от реки Абаши, на расстоянии приблизительно 6 километров (по прямой) к северу от города Мартвили, административного центра муниципалитета. Абсолютная высота — 316 метров над уровнем моря.

## Население
По результатам официальной переписи населения 2014 года, в Месаме-Балде проживал 341 человек (169 мужчин и 172 женщины). В национальной структуре населения грузины составляли 100 %.
| Год  | Население, человек |
| ---- | ------------------ |
| 2002 | 440                |
| 2014 | ↘ 341              |